# Фінал кубка Англії з футболу 1925
Фінал кубка Англії з футболу 1925 — 50-й фінал найстарішого футбольного кубка у світі. Учасниками фіналу були «Шеффілд Юнайтед» і «Кардіфф Сіті». Володарем кубкового трофею став «Шеффілд Юнайтед».

## Шлях до фіналу
| «Шеффілд Юнайтед»      | «Шеффілд Юнайтед» | «Шеффілд Юнайтед»        | Раунд           | «Кардіфф Сіті»    | «Кардіфф Сіті» | «Кардіфф Сіті»                                                                   |
| ---------------------- | ----------------- | ------------------------ | --------------- | ----------------- | -------------- | -------------------------------------------------------------------------------- |
| Суперник               | Результат         | Матчі                    |                 | Суперник          | Результат      | Матчі                                                                            |
| «Корінтіан»            | 5—0               | 5—0 вдома                | Перший раунд    | «Дарлінгтон»      | 2—0            | 0—0 вдома, 0—0 на виїзді (перегравання), 2—0 на нейтральному полі (перегравання) |
| «Венсдей»              | 3—2               | 3—2 вдома                | Другий раунд    | «Фулгем»          | 1—0            | 1—0 вдома                                                                        |
| «Евертон»              | 1—0               | 1—0 вдома                | Третій раунд    | «Ноттс Каунті»    | 2—0            | 2—0 на виїзді                                                                    |
| «Вест-Бромвіч Альбіон» | 2—0               | 2—0 вдома                | Четвертий раунд | «Лестер Сіті»     | 2—1            | 2—1 вдома                                                                        |
| «Саутгемптон»          | 2—0               | 2—0 на нейтральному полі | 1/2 фіналу      | «Блекберн Роверз» | 3—1            | 3—1 на нейтральному полі                                                         |

## Матч
| 25 квітня 1925 |

| Шеффілд Юнайтед | 1:0      | Кардіфф Сіті |
| --------------- | -------- | ------------ |
| Танстол 30'     | Протокол |              |

| Вемблі, Лондон Глядачів: 91 763 Арбітр: Ноель Ватсон |

|  |  |

|                  |  |                   |  |
|                  |  |                   |  |
| В                |  | Чарльз Саткліфф   |  |
| З                |  | Ернест Мілтон     |  |
| З                |  | Біллі Кук         |  |
| ПЗ               |  | Джордж Грін       |  |
| ПЗ               |  | Сет Кінг          |  |
| ПЗ               |  | Гаррі Пантлінг    |  |
| Н                |  | Фред Танстол      |  |
| Н                |  | Біллі Гілеспі (к) |  |
| Н                |  | Гаррі Джонсон     |  |
| Н                |  | Томмі Бойл        |  |
| Н                |  | Девід Меркер      |  |
| Головний тренер: |  |                   |  |
| Джон Ніколсон    |  |                   |  |

|                  |  |                 |  |
|                  |  |                 |  |
| В                |  | Том Фаркугарсон |  |
| З                |  | Джиммі Блейр    |  |
| З                |  | Джиммі Нельсон  |  |
| ПЗ               |  | Біллі Гарді     |  |
| ПЗ               |  | Фред Кінор (к)  |  |
| ПЗ               |  | Гаррі Вейк      |  |
| Н                |  | Джек Еванс      |  |
| Н                |  | Гаррі Бідлз     |  |
| Н                |  | Джо Ніколсон    |  |
| Н                |  | Джиммі Гілл     |  |
| Н                |  | Віллі Дейвіс    |  |
| Головний тренер: |  |                 |  |
| Фред Стюарт      |  |                 |  |